# Operation Flashpoint: Cold War Crisis
Operation Flashpoint: Cold War Crisis es un videojuego de disparos en primera persona y táctica, publicado en 2001 y desarrollado por la empresa Bohemia Interactive y distribuida por Codemasters. La historia detrás del videojuego involucra a un conflicto ficticio entre los Estados Unidos y la Unión Soviética, se desarrolla en un grupo de islas ficticias en 1985. Cuenta con dos expansiones, Red Hammer y Resistance. En junio de 2011 Bohemia Interactive lo relanzó bajo el título ArmA: Cold War Assault, por poseer Codemasters los derechos del nombre «Operation Flashpoint».

## Modo de juego
La acción en este juego es muy diferente a otros videojuegos de disparos en primera persona como Quake o Doom, lo que destaca de este juego es por su realismo y sus características de simulación de combate. Tanto es así, que se utiliza como herramienta de entrenamiento en los ejércitos de algunos países. El personaje dispone de una variada cantidad de movimientos tácticos en grupo. Las misiones se llevan a cabo según el criterio del jugador, no existe el modo lineal usual en este género de juegos.
El jugador también dispone de una gran variedad de armamento disponibles para la época, además puede moverse libremente en cada una de las islas. Hay una gran cantidad de vehículos militares y civiles: desde tanques y aviones hasta tractores comunes. Además, en el juego se incluye un editor de misiones con una sencilla interfaz que permite añadir tropas, vehículos y modificar todas las acciones que se van a realizar, dando así lugar a infinitas situaciones distintas.

## Expansiones y secuela
Actualmente tiene dos expansiones que son Red Hammer y Resistance.
La primera expansión es Red Hammer que incluye una nueva campaña además de mejoras gráficas y nuevos vehículos y armas. En esta campañas el jugador se encarna en un soldado ruso llamado Dimitry Lukin que tratará de ganarse el respeto de sus camaradas durante la invasión de la isla Malden, adquiriendo experiencia en combate y subiendo de rango.
En la segunda expansión, Resistance, el jugador se pone en la piel de un guerrillero, Victor Troska, un veterano de guerra que trata de escapar de la guerra en una nueva isla llamada Nogova. Pero la guerra lo encuentra a él y sin quererlo se habrá involucrado en ella. En esta campaña no se dispone de un ejército de respaldo y el armamento es muy escaso, por lo que deberá robárselo a los rusos a medida que progresa en la historia.
Además de las expansiones ya mencionadas existe una secuela que es ArmA: Armed Assault, un juego muy detallado y con bastantes mejoras respecto a Operation Flashpoint, principalmente en el aspecto gráfico y sonoro.

## Modding
Existen muchos recursos para añadir al juego por lo que su longevidad es muy larga además comunidades de jugadores siguen creando nuevas campañas (la mayora en inglés) vehículos, armas, soldados, sonidos, explosiones etc.

## Escenario
Las islas están basadas en islas reales:
- Kolgujev está basada en la isla española de Tenerife.
- Everon está basada en la isla croata de Krk.
- Malden está basada en la isla griega de Léucade.